# مجزرة عائلة أبو صفية (24 أكتوبر 2023)
مجزرة عائلة أبو صفية (24 أكتوبر 2023) هي مجزرةٌ ارتكبها سلاح الجوّ الإسرائيلي حينما أغارَ على منزل عائلة أبو صفية في بيت لاهيا شمال قطاع غزة بسلسلة غارات خلال ساعات الليل في يوم الثلاثاء الموافق 24 أكتوبر 2023، هذه المجرزة واحدة من ضمن سلسلة مجازر ارتكبها الاحتلال الإسرائيلي خلال الحرب الفلسطينية الإسرائيلية بعد عملية طوفان الأقصى التي شنتها المقاومة، تسبّبت هذه المجزرة الإسرائيليّة والتي استهدفت منزل يضم عدد من المدنيين بارتقاء أكثر من 11 شهيداً من عائلة أبو صفية وجميعهم من عائلة واحدة.

## خلفية الحدث
في ساعاتِ الصباح الأولى من يوم السابع من أكتوبر 2023 أطلقت حركة المقاومة الإسلامية حماس عبر ذراعها العسكري كتائب الشهيد عز الدين القسام عملية طوفان الأقصى وذلك ردًا على الاعتداءات الإسرائيلية وتدنيس الأقصى والاستمرار في الاستيطان كما أكّد على ذلك محمد الضيف القائد العام للقسّام والذي أعطى إشارة انطلاق العمليّة التي شهدت اقتحامًا من المقاومين لمستوطنات غلاف غزة ونجحوا في قتلِ عدد كبيرٍ من الجنود الإسرائيلين، وأسر عشرات آخرين كما استطاعوا خلال ساعات قطع عشرات الكيلومترات ووصلوا لمستوطنات أبعد من تلك المحيطة والقريبة من قطاع غزة.
استمرَّت الاشتباكات بين الجيش الإسرائيلي وبين المقاومين في عديد من المستوطنات وعلى رأسها مستوطنة سديروت. الرد الإسرائيلي على هذه العمليّة جاء من خلال شنّ سلاح الجو الإسرائيلي عشرات الغارات العشوائيّة على القطاع متسبّبة في مقتل عشرات المدنيين وتدمير البنية التحتية لمدن القطاع، ليصل حد فرض إغلاق شامل وقطع متعمد لكل الخدمات من ماء وكهرباء وغاز، وهو ما هدَّد حياة أكثر من مليونَي فلسطيني يعيشُ داخل القطاع الذي يُعاني أصلًا من تبعات الحصار الخانق عليهم منذ ستة عشر عاماً.

## المجزرة
في ساعات منتصف الليل الأولى من يوم الثلاثاء الموافق 24 أكتوبر 2023، وبالتزامن مع القصف الإسرائيلي المتواصل على كافة مناطق القطاع أغارت طائرات الاحتلال الإسرائيلي على عائلة أبو صفية من دون أي تحذير أو إبلاغ، ويقع المنزل تحديداً بجانب مقبرة بيت لاهيا شمال قطاع غزة. وتعرض منزل العائلة لسلسة من الغارات الجوية. تمكنت سيارات الإسعاف من انتشال جثامين 11 مواطناً من عائلة واحدة عدا عن الجرحى والمصابين.

## الضحايا
1. محمد خليل أبو صفية.
2. علاء خليل أبو صفية.
3. سناء خليل أبو صفية.
4. هنادي خليل أبو صفية.
5. آلاء خليل أبو صفية.
6. إبتسام إبراهيم أبو صفية.
7. محمد جبر أبو صفية.
8. سميح عودة أبو صفية.
9. أسامة سميح أبو صفية.
10. كيان رجب أبو صفية.
11. رباح رجب أبو صفية.